# Kroksjön (Väckelsångs socken, Småland)
Kroksjön är en sjö i Tingsryds kommun i Småland och ingår i Bräkneåns huvudavrinningsområde. Sjön har en area på 0,236 kvadratkilometer och ligger 137 meter över havet. Vid provfiske har abborre, braxen, gädda och mört fångats i sjön.

## Delavrinningsområde
Kroksjön ingår i det delavrinningsområde (627770-144775) som SMHI kallar för Utloppet av Fiskestadsjön. Medelhöjden är 141 meter över havet och ytan är 24,53 kvadratkilometer. Räknas de 5 avrinningsområdena uppströms in blir den ackumulerade arean 151,88 kvadratkilometer. Avrinningsområdets utflöde Bräkneån mynnar i havet. Avrinningsområdet består mestadels av skog (44 procent), öppen mark (11 procent) och jordbruk (13 procent). Avrinningsområdet har 5,25 kvadratkilometer vattenytor vilket ger det en sjöprocent på 21,4 procent. Bebyggelsen i området täcker en yta av 0,87 kvadratkilometer eller 4 procent av avrinningsområdet.